# Нууссуак
Нууссуак (гренл. Nuussuaq, в старой орфографии — Nûgssuaq, дат. Kraulshavn) — поселение в коммуне Каасуитсуп, северо-западная Гренландия. Население — 204 человека (данные января 2010 года).

## География
Посёлок Нууссуак расположен на западной оконечности одноимённого полуострова. Он относится к поселениям архипелага Упернавик; посёлок Нууссуак — единственное из поселений архипелага Упернавик, находящееся на собственно Гренландии.

## История
Посёлок был основан в 1923 году в качестве торгового поста. Рост посёлка произошёл после Второй мировой войны, когда в него были переселены жители мелких окрестных поселений.